# Motena toleranca za glukozo
Motena toleranca za glukozo ali prediabetes je stanje, pri katerem so koncentracije krvne glukoze (krvnega sladkorja) na tešče ali pri oralnem glukoznem tolerančnem testu zvišane, vendar še ne kažejo na sladkorno bolezen. Običajno ne povzroča nikakršnih simptomov, bolniki pa imajo sočasno pogosto tudi debelost (zlasti v predelu trebuha), dislipidemijo in povišan krvni tlak. Motena toleranca za glukozo je pomemben dejavnik tveganja za razvoj sladkorne bolezni tipa 2. Brez ustreznih ukrepov do 70 % bolnikov kasneje v življenju razvije pravo sladkorno bolezen. Poleg tega je motena toleranca za glukozo sama po sebi dejavnik tveganja za pojav zapletov, ki so sicer povezani s sladkorno boleznijo, kot so diabetična retinopatija, nevropatija, nefropatija in žilni zapleti.
Diagnoza motenj krvnega sladkorja temelji na povišanih vrednostih krvnega sladkorja, v diagnostiki se uporabljajo določanje ravni krvnega sladkorja na tešče, oralni glukozni tolerančni test (OGTT) ter določanje glikiranega hemoglobina. Za postavitev diagnoze mejne tolerance za glukozo je potrebna ugotovitev povišanih vrednosti krvnega sladkorja z OGTT (vendar pod mejo za dignosticiranje sladkorne bolezni tipa 2). Pri številnih bolnikih moteno toleranco za glukozo odkrijejo naključno, med rednimi zdravniškimi pregledi oziroma s presejalnimi pregledi.
Pri obvladovanju motene tolerance za glukoze je najpomembnejši ukrep sprememba življenjskega sloga, ki zajema zdravo prehrano, zmanjšanje telesne mase in telesno dejavnost. Pri nekaterih bolnikih je potrebno zdravljenje z zdravili. Gre za povratno bolezensko stanje, kar pomeni, da lahko ob ustreznih ukrepih izzveni.

## Znaki in simptomi
Osebe z moteno toleranco za glukozo običajno nimajo posebnih bolezenskih znakov ali simptomov, razen povišanih vrednosti krvnega slakorja. Priporoča se, da so bolniki pozorni na znake, ki kažejo napredovanje stanja v že pravo sladkorno bolezen tipa 2, kot povečano občutenje žeje, pogostejše odvajanje seča, ter občutek utrujenosti.

## Vzroki
Na razvoj motene tolerance za glukozo vplivajo različni dejavniki. Pomembni so tako okolijski kot dedni vzroki. Motena toleranca za glukozo se izrazi, ko se procesi nadzora nad inzulinom in krvnim sladkorjem v telesu iztirijo oziroma ko nastopi tako imenovana neodzivnost na inzulin. Dejavniki tveganja zajemajo družinsko obremenjenost s sladkorno boleznijo, starost, pri ženskah pa tudi nosečnostno sladkorno boleznijo v anamnezi in rojstvo otrok z veliko porodno težo.
Čedalje večja pojavnost motene tolerance za glukozo in sladkorne bolezni kaže na vpletenost tudi okolijskih dejavnikov oziroma dejavnikov, povezanih z življenjskim slogom. Ni točno znano, katera živila bi lahko povečala tveganje; verjetno ima pri tem vpliv tudi genetsko ozadje. Dejavnik tveganja za sladkorno bolezen tipa 2 ter tudi napredovanje motene tolerance za glukozo v sladkorno bolezen tipa 2 je pomanjkanje telesne dejavnosti.

## Patofiziologija
Normalno homeostazo glukoze v telesu nadzorujejo trije medsebojno povezani procesi, in sicer glukoneogeneza (tvorba glukoze v jetrih), privzem ter uporaba glukoze v obkrajnih tkivih in izločanje inzulina iz celic beta v trebušni slinavki. Prisotnost glukoze v krvnem obtoku stroži proizvodnjo in sproščanje inzulina iz celic beta trebušne slinavke. Glavna vloga inzulina je povečan transport glukoze iz krvnega obtoka do določenih celic v telesu, kot so celice skeletnih mišic, fibroblasti in maščobne celice. Pri osebah s hiperglikemijo gre bodisi za nezadostno sproščanje inzulina iz trebušne slinavke bodisi za moteno odzivnost tkiv na učinke inzulina, lahko pa sta prisotna oba mehanima. Posledično porastejo ravni glukoze v krvi.

## Diagnoza
Za diagnosticiranje motene tolerance za glukozo se lahko uporabijo trije različni testi za določanje krvnega sladkorja:
- določitev koncentracije krvnega sladkorja na tešče:
  - 110–125 mg/dL (6,1–6,9 mmol/L) – merilo Svetovne zdravstvene organizacije,
  - 100–125 mg/dL (5,6–6,9 mmol/L) – merilo Ameriškega združenja za diabetes (ADA),
- oralni glukozni tolerančni test (OGTT) – določitev ravni krvnega sladkorja dve uri po peroralni obremenitvi z glukozo (zaužitju 75 gramov glukoze v raztopini); motena toleranca za glukozo se diagnosticira pri vrednostih krvnega sladkorja 140–199 mg/dL (7,8–11,0 mM),[15]
- glikirani hemoglobin (HbA1c): vrednosti 5,7–6,4 % oz. 38,9–46,4 mmol/mol.[15]

Višje vrednosti kažejo na prisotnost sladkorne bolezni.

### Mejna bazalna glikemija in motena toleranca za glukozo
Mejna bazalna glikemija pomeni povečane koncentracije krvnega sladkorja na tešče, vendar še ne pomeni hkrati, da gre tudi za  moteno toleranco za glukozo. Kadar je vrednost krvnega sladkorja na tešče 100–125 mg/dL (po merilih ADA), vendar rezultat OGTT ni povišan (< 140 mg/dL), gre za izolirano glikemijo na tešče (brez motene tolerance za glukozo). Pri moteni toleranci za glukozo pokaže OGTT povišane vrednosti krvnega sladkorja dve uri po peroralni obremenitvi s 75 g glukoze v raztopini, ob tem pa so lahko vrednosti krvnega sladkorja na tešče celo normalne ali le blago povišane. 

## Zdravljenje
Obstajajo dokazi, da je motena toleranca za glukozo povratno oziroma ozdravljivo bolezensko stanje. Najpomembnejši ukrep je sprememba življenjskega sloga, pri preprečevanju napredovanja bolezni v pravo sladkorno bolezen pa lahko pomagajo tudi nekatera zdravila. Znatno izboljšanje motene tolerance za glukozo in preprečitev nastanka sladkorne bolezni se lahko doseže z intenzivno izgubo telesne teže in vztrajnimi spremembami življenjskega sloga.  V raziskavi The Diabetes Prevention Program (DPP, Program preprečevanja sladkorne bolezni) so ugotovili 16-odstotno zmanjšanje tveganja za razvoj sladkorne bolezni pri izgubi posameznega kilograma telesne teže. Cilj je zmanjšanje telesne teže za 7 % ob upoštevanju diete z nizkim vnosom maščob in izvajanje telesne dejavnosti 150 minut tedensko. Ameriško združenje za sladkorno bolezen (The American Diabetes Association, ADA]] v svojih smernicah priporoča zmerno izgubo telesne teže (5–10 % izhodiščne telesne teže), telesno dejavnost zmerne intenzivnosti (30 minut dnevno) in prenehanje kajenja.
Obstaja več prehranskih pristopov pri preprečevanju napredovanja motene tolerance za glukozo v sladkorno bolezen. Večina diet temelji na zmanjšanem vnosu sladkorja in maščob, ni pa dokončnih dokazov o tem, katera dieta je najučinkovitejša.
Pri bolnikih z vidokim tveganjem je lahko potrebno zdravljenje z zdravili na recept. Zdravilsko zdravljenje lahko pride v poštev pri bolnikih, pri katerih ukrepi za spremembo življenjskega sloga niso bili uspešni oziroma niso rezultati niso trajni ter pri bolnikih, pri katerih je tveganje za razvoj sladkorne bolezni tipa 2 nasploh visoko. Metformin in akarboza sta zdravili, ki lahko pomagata preprečiti razvoj sladkorne bolezni in imata ugoden profil neželenih učinkov. Dokazana je tudi učinkovitost zdravil iz skupine tiazolidindionov, vendar pri njih obstajajo zadržki glede varnosti. Podatkov o učinkovitosti novejših zdravil, kot so  agonisti receptorja GLP-1, zaviralci DPP4 ali meglitinidi, še ni na voljo.